# Dorsey Wright
Dorsey Wright est un acteur américain, né en 1957, dans le Bronx (New York), qui incarne Cleon dans Les Guerriers de la nuit, film américain réalisé par Walter Hill, sorti en 1979 aux États-Unis.
Il est aussi connu pour le rôle de Lafayette dans le film Hair, de Miloš Forman, sorti en 1979, et qui défraye la chronique pour son engagement anti-militariste.
Il prête sa voix aux jeux vidéo The Warriors et Grand Theft Auto V. 

## Filmographie

### Au cinéma
- 1979 : Les Guerriers de la nuit, de Walter Hill - Cleon
- 1979 : Hair, de Miloš Forman - Lafayette, alias Hud (Donna, Colored Spade, I'm Black, Hair, Good Morning Starshine (en))
- 1981 : Ragtime, de Miloš Forman - Gang Member no 4
- 1984 : L'Hôtel New Hampshire, de Tony Richardson - Junior Jones
- 2013 : Vamp Bikers, de Eric Spade Rivas - Élias, prêtre (au générique et réalisateur seconde équipe)
- 2015 : The Warriors: Last Subway Ride Home (court-métrage), de Walter Hill, produit par Rolling Stone
- 2015 : Vamp Bikers Dos, de Eric Rivas - Élias, prêtre

### À la télévision
- 1984 : E/R, de Bernie Orenstein et Saul Turtletaub, 1er épisode - Jackson
- 1984 : 100 Centre Street, de Mark Tinker - Andre Bussey, sténographe
- 2016 : An Evening with Walter Hill & Lawrence Gordon. A Tribute to Andrew Laszlo (téléfilm), de Patrick Nicholas Smith

## Jeu vidéo
- 2005 : The Warriors, de  Navid Khonsari et Greg Bick - voix de Cleon
- 2013 : Grand Theft Auto V - voix du Paramedic